# 一条経嗣
一条 経嗣（いちじょう つねつぐ）は、南北朝時代から室町時代前期にかけての公卿。関白・二条良基の三男で一条経通の養子。官位は従一位・関白、左大臣。一条家7代当主。

## 経歴
一条家5代当主・一条経通は貞治4年（1365年）に病死、後を継いだ房経も翌年に急逝したために一条家は断絶してしまった。ところが貞治6年（1367年）になって、二条家の家司で一条家にも兼参していた吉田兼煕が田舎に亡くなった経通の子が暮らしているという噂を聞きつけ、良基の勧めもあり後光厳天皇の勅許と2代将軍・足利義詮の了解を得た。ところが、実際に都に迎えたところそれは良基の三男であり、兼熈は騙されたことを知ったという（『吉田家日次記』）。この出来事については、近衛道嗣の日記『後深心院関白記』貞治6年4月4日条において、前関白九条経教が兼熈と同様に騙されて良基に抗議したことが記されている。
かくして貞治6年に元服して正五位下に叙され、翌応安元年（1368年）従三位となる。嘉慶2年（1388年）内大臣、明徳2年（1391年）従一位となり、応永元年（1394年）に関白・左大臣に任じられた。応永5年（1398年）関白の職を辞したが、同6年（1399年）と17年（1410年）に関白に任じられ、関白職のまま准三宮の宣下を受けた。令を中原章忠に、日本書紀を吉田兼煕に学んでいる。足利義満と同年でその信任を受けた。成恩寺殿と号す。
明徳5年（1398年）の改元に際しては、足利義満が推した「洪徳」という元号に経嗣が強く反対したために「応永」が採用され、以後35年にわたって用いられたとされている。
日記『荒暦』がある。また『相国寺塔供養記』『北山院御入内記』『北山殿行幸記』『応永大嘗会記』などの仮名日記がある。

## 准三宮宣下における関白在職中の例について
一条経嗣は応永22年11月に関白在職中に准三宮宣下を受けた。九条家本『公卿補任』追記によれば「当職之時准后、御堂関白宇治関白之外無例歟」とされるが、実際には道長は関白に就いた経歴がなく、長和年間に准三后宣下を受けた際は摂政にあった。したがって、厳密に言えば関白在職中に准三宮宣下を受けた事例は、一条経嗣以前には頼通のみが該当する。

## 系譜
- 父：二条良基
- 母：不詳
- 養父：一条経通
- 妻：鷹司冬通の娘
  - 長男：一条経輔（1392-?）
- 妻：東坊城秀長の娘
  - 六男：一条兼良（1402-1481）
  - 男子：良済（?-?）
  - 男子：祐厳（?-1452）- 随心院門跡、東寺長者、准后
- 妻：園基定の娘
  - 男子：一慶（1386-1463） - 字雲章
- 妻：家女房
  - 男子：良什（?-1460） - 天台座主第156世
  - 男子：義玄（?-1441?）